# Hydrovatus saundersi
Hydrovatus saundersi är en skalbaggsart som beskrevs av Olof Biström 1997. Hydrovatus saundersi ingår i släktet Hydrovatus och familjen dykare. Inga underarter finns listade i Catalogue of Life.